# Silvia La Fratta
Silvia La Fratta (5 novembre 1967) è un'ex tennista italiana.

## Biografia
È ricordata per il suo exploit al Roland Garros del 1989, dove ha eliminato in successione Gigi Fernández, Elna Reinach e Andrea Vieira, tutte meglio posizionate di lei nel ranking mondiale WTA, prima di cedere a Steffi Graf negli ottavi di finale. Il risultato ottenuto le permetterà di conquistare la 114ª posizione.
Non ha mai vinto titoli né in singolo né in doppio; degna comunque di nota una finale persa in quest'ultima specialità, nel 1988, con la connazionale Linda Ferrando.
Dopo il ritiro ha conseguito la laurea in Economia alla Sapienza di Roma, per poi prendere servizio presso Deloitte.